# Fuculose
A fuculose é um monossacarídeo do tipo hexose, de fórmula química C6H12O5. Faz parte do grupo das cetoses.
A L-fuculose é sintetizada a partir do L-fucitol na presença de uma proteína com atividade de desidrogenase, derivada de um microorganismo. O sistema de reação preferencialmente contém NADH oxidase. A L-fuculose sintetizada é então convertida em L-fucose.